# NGC 6643
NGC 6643 est une galaxie spirale située dans la constellation du Dragon. Sa vitesse par rapport au fond diffus cosmologique est de 1 412 ± 5 km/s, ce qui correspond à une distance de Hubble de 20,8 ± 1,5 Mpc (∼67,8 millions d'al). NGC 6643 a été découverte par l'astronome allemand Eduard Schönfeld en 1858.
NGC 6643 a été utilisé par Gérard de Vaucouleurs comme une galaxie de type morphologique SA(rs)c dans son atlas des galaxies,.
La classe de luminosité de NGC 6643 est III et elle présente une large raie HI. De plus, c'est une galaxie du champ, c'est-à-dire qu'elle n'appartient pas à un amas ou un groupe et qu'elle est donc gravitationnellement isolée. NGC 6643 émet dans l'infrarouge. Sa luminosité dans l'infrarouge lointain (de 40 à 400 µm) est égale à 1,82 × 1010 {\displaystyle L_{\odot }} (1010,26{\displaystyle L_{\odot }}) et sa luminosité totale dans l'infrarouge (de 8 à 1 000 µm) est de 2,34 × 1010 {\displaystyle L_{\odot }} (1010,37{\displaystyle L_{\odot }}).
À ce jour, deux douzaines de mesures non basées sur le décalage vers le rouge (redshift) donnent une distance de 19,096 ± 3,390 Mpc (∼62,3 millions d'al), ce qui est à l'intérieur des valeurs de la distance de Hubble.

## Supernova
La supernova SN 2008ij a été découverte dans NGC 6643 le 19 décembre 2008 à Yamagata au Japon par l'astronome japonais Koichi Itagaki. Cette supernova était de type II.